# ブレイン・ナイト
ブレイン・アンソニー・ナイト（Blaine Anthony Knight, 1996年6月28日 - ）は、アメリカ合衆国アーカンソー州セイリーン郡ブライアント出身のプロ野球選手（投手）。右投右打。MLBのボルチモア・オリオールズ傘下所属。

## 経歴
アーカンソー大学在学時の2017年、MLBドラフト29巡目（全体884位）でテキサス・レンジャーズから指名されたが、この時は契約しなかった。
2018年は19試合に先発登板して14勝0敗と活躍した。6月のMLBドラフトでは3巡目（全体87位）でボルチモア・オリオールズから指名され、7月6日に契約を締結した。契約後、傘下のA-級アバディーン・アイアンバーズでプロデビュー。4試合に先発登板して0勝1敗、防御率2.61、8奪三振を記録した。
2019年はA級デルマーバ・ショアバーズとA+級フレデリック・キーズでプレーし、2球団合計で23試合（先発22試合）に登板して4勝12敗、防御率4.81、89奪三振を記録した。
2020年は新型コロナウイルスの影響でマイナーリーグの試合が開催されなかったため、公式戦の登板は無かった。